# Furneauxgroep
De Furneauxgroep (Engels: Furneaux Group) of Furneauxeilanden is een groep Australische eilanden, gelegen ten noordoosten van Tasmanië, waarvan ze bestuurlijk deel uitmaken. De eilanden liggen op de grens van de Straat Bass en de Tasmanzee. De groep bestaat uit 52 eilanden, waarvan Flinderseiland het grootste is. Andere eilanden zijn Cape Barreneiland en Clarke-eiland. De eilandengroep is vernoemd naar haar ontdekker, Tobias Furneaux.